# Sergio Pardo
Sergio Pardo (Santiago, Chile, 24 de febrero de 1948) es un exfutbolista chileno que se desempeña actualmente como entrenador.

## Carrera de entrenador en Guatemala

### Clubes
Ha tenido una extensa carrera de más de 40 años en Guatemala, donde dirigió a diversos clubes de ese país como el Xelajú MC, Universidad SC, Deportivo Zacapa, Sacachispas de Chiquimula, Peñarol La Mesilla, CD Heredia, Deportivo Amatitlán (club con el que consiguió el torneo de Copa en 1996), entre otros. Actualmente dirige en el Deportivo Marquense.

### Selección
En reconocimiento a su dilatada trayectoria, Pardo fue nombrado seleccionador nacional de Guatemala durante un partido, el amistoso ante Japón del 6 de septiembre de 2013 en Osaka (derrota 3:0).